# Javadvärguv
Javadvärguv (Otus angelinae) är en fågel i familjen ugglor inom ordningen ugglefåglar som enbart förekommer på Java i Indonesien.

## Kännetecken
Fågeln är en liten skogslevande uggla, endast 16–18 centimeter lång. Ansiktet är rostbrunt med tydliga vita ögonbryn som fortsätter upp i örontofsarna. Ovansidan är också rostbrun, ofta med ett gulbrunt eller vitaktigt halsband. Undersidan är gräddvit och irisen guldgul. Sundakragdvärguven är större med gråare ansikte, brungula ögonbryn, brun eller orange iris och annorlunda läte. Javadvärguv är oftast tyst men varnar med explosiva po-po och lockar med ett utdraget väsande.

## Utbredning och systematik
Javadvärguv är endemisk för ön Java där den är känd från sju berg, även om det finns sentida observationer från endast tre. Senast har den setts i Gunung Gede-Pangrango, där den fortfarande betraktas som relativt vanlig. Den behandlas som monotypisk, det vill säga att den inte delas in i några underarter.

## Levnadssätt
Den bebor tropiska bergsskogar mellan 1 000 och 2 000 meter över havet. Flygga fågelungar har observerats i februari, juni och juli, vilket tyder på att äggläggning sker åtminstone i maj och december. Den antas vara stannfågel, men gör möjligen rörelser i höjdled.

## Status
Populationen bedöms bestå av mellan 2 500 och 10 000 individer. På grund av dess begränsade utbredning och hot mot levnadsmiljön kategoriseras den som sårbar av internationella naturvårdsunionen IUCN. Dock, kommenterar de, kan javadvärguvens tysta nattliga vanor och diskreta beteende göra att den är vanligare än man hittills trott.

## Namn
Fågelns vetenskapliga artnamn hedrar Angeline Henriette Caroline Bartels (född Maurenbrecher, 1877-1920), konstnär gift med Max Bartels, en holländsk plantageägare och naturforskare verksam på Java.